# محوطه شیلانیک‌پشته اسکابن
محوطه شیلانیک پشته اسکابن مربوط به عصر آهن ۳ - دوره اشکانیان است و در شهرستان رودبار، بخش عمارلو، روستای اسکابن واقع شده و این اثر در تاریخ ۱۱ شهریور ۱۳۸۲ با شمارهٔ ثبت ۹۹۳۴ به‌عنوان یکی از آثار ملی ایران به ثبت رسیده است.